# Alonzo Clayton
Alonzo Clayton, född 4 januari 1876, död 17 mars 1917, var en amerikansk galoppjockey som beskrevs av författaren Edward Hotaling, som "en av de stora ryttarna på New Yorks tävlingsbanor under hela 1890-talet". Han innehar rekordet som den yngsta jockeyn att segra i Kentucky Derby.

## Biografi
Clayton föddes troligen i Mississippi den 4 januari 1876, vilket är det födelsedatum och födelseort som anges på hans dödsattest. Han var ett av de nio barnen till Robert och Evaline Clayton. Vid tio års ålder flyttade hans familj till North Little Rock, Arkansas, där han gick i skolan och arbetade som varubud på ett hotell, samt skoputsare för att försörja sin familj.
Vid tolv års ålder flyttade han hemifrån och tog sig norrut till Washington Park Race Track i Chicago, där hans bror Albertus var jockey för Lucky Baldwin. Alonzo Clayton fick jobb som stallman och motionsryttare för Baldwins stall och året därpå flyttade han österut till Clifton Race Track i New Jersey, där han som fjortonåring började sin professionella jockeykarriär. 
Han fick omedelbart flera framgångar. Bland annat segrade han i Champagne Stakes tillsammans med tvååriga hingsten Azra. Den 11 maj 1892 red han Azra till seger i Kentucky Derby, som vid femton års ålder gjorde honom till den yngsta jockeyn i historien som någonsin vunnit Derbyt. Clayton och Azra segrade även i Clark Handicap och Travers Stakes.

## Incidenten på Morris Park

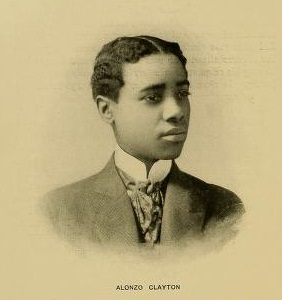
Alonzo Clayton, cirka 1898

Den 14 oktober 1898 red Clayton hästen Warrenton i det tredje loppet på Morris Park i Bronx, där både han och hästen gjorde ett fruktansvärt lopp. När han vägde ut sa någon något som provocerade jockeyn att slå en åskådare, Henry Bolomey, i ansiktet med bakändan av sin ridpiska. Bandomarna gav Clayton 200 dollar i böter, vilket 1898 motsvarade ungefär 6500 dollar (2025).
Henry Bolomey stämde Clayton 10000 dollar för sveda och värk, och fallet togs upp i domstol den 21 februari 1900. Clayton blev dömd till att betala totalt 1451,98 dollar till Bolomey.
Clayton försvann från tävlingsbanorna i ungefär ett år. När Clayton återvände till banan vid Aqueduct Racetrack i New York den 22 april 1901, greps han för utebliven betalning av skadestånd. Clayton fängslades i Queens County Jail i Long Island City i minst två månader och släpptes någon gång efter mitten av juni 1901. Det är inte känt om han och Bolomey nådde en ekonomisk uppgörelse.
Clayton bodde sina sista år i Kalifornien där han arbetade som hotellpiccolo. Han avled av kronisk lungtuberkulos vid 41 års ålder den 17 mars 1917. Han är begravd på Evergreen Cemetery i Los Angeles.

## Ytterligare läsning
- Hotaling, Edward. The Great Black Jockeys (1999) Prima LifestylesISBN 978-0-7615-1437-4
- Biografi för Alonzo Clayton vid Central Arkansas Library Systems Encyclopedia of Arkansas History & Culture
- Alonzo Claytons profil på Paris-Bourbon County Public Library
- Lonnie Clayton/Engelberger House vid North Little Rock History Commission
- Artikel på North Little Rock History Commission med titeln The Jockey and the Jeweller